# Gabriel Jensen (modstandsmand)
 Der er flere personer med dette navn, se Gabriel Jensen.
Jørgen Gabriel Jensen (1908 – 1975) var en dansk officer og modstandsmand under Danmarks besættelse.
Gabriel Jensen var kaptajnløjtnant ved 3. regiment i Nyborg. Ved værnemagtens overfald på det danske militær 29. august 1943 blev Jensen Hærens repræsentant i modstandsbevægelsens byledelse. Han arbejdede illegalt i Nyborg frem til maj 1944, hvorefter han foretrak at fortsætte i Sydjylland frem for at tage til Sverige. Han blev af ledelsen for Region III indsat som koordinator af modstandsbevægelsen i Sydvestjylland og som militær rådgiver i Esbjerg. Han var ledende indenfor sabotagen i Esbjerg-området sommeren 1944, men 7. oktober 1944 blev han anholdt hjemme hos bankdirektør Rudolf Hansen i Esbjerg. Gabriel Jensen blev afhørt på Staldgården i Kolding og dernæst sendt til KZ Neuengamme, hvor han – modsat Rudolf Hansen – overlevede opholdet.
Efter krigen avancerede han til oberstløjtnant og var ved Prinsens Livregiment.